# Volta a Cataluña 1924
La Volta a Cataluña 1924 fue la sexta edición de la Volta a Cataluña. Se disputó en 4 etapas del 29 de mayo al 1 de junio de 1924. El vencedor final fue el español Miguel Mucio.
40 ciclistas tomaron la salida en esta edición de la Volta a Cataluña de las cuales 36 acabaron la prueba. 

## Etapas
| Etapa | Fecha      | Ciudades de etapa    | km     | Vencedor de la etapa | Líder de la general |
| ----- | ---------- | -------------------- | ------ | -------------------- | ------------------- |
| 1º    | 29 de mayo | Barcelona - Figueras | 184 km | Miguel Mucio         | Miguel Mucio        |
| 2º    | 30 de mayo | Figueras - Vich      | 176 km | Teodoro Monteys      | Miguel Mucio        |
| 3º    | 31 de mayo | Vich - Reus          | 188 km | Miguel Mucio         | Miguel Mucio        |
| 4º    | 1 de junio | Reus - Barcelona     | 110 km | Jaime Janer          | Miguel Mucio        |

### 1ª etapa[1]
29-05-1924: Barcelona - Figueras. 184 km
|   | Ciclista        | Tiempo     |
| - | --------------- | ---------- |
| 1 | Miguel Mucio    | 6h 08' 00" |
| 2 | Teodoro Monteys | + 4' 43"   |
| 3 | Victorino Otero | + 7' 50"   |

|   | Ciclista        | Tiempo     |
| - | --------------- | ---------- |
| 1 | Miguel Mucio    | 6h 08' 00" |
| 2 | Teodoro Monteys | + 4' 43"   |
| 3 | Victorino Otero | + 7' 50"   |

### 2ª etapa
30-05-1924: Figueras - Vich. 176 km
|   | Corredor        | Tiempo     |
| - | --------------- | ---------- |
| 1 | Teodoro Monteys | 7h 34' 00" |
| 2 | Miguel Mucio    | m. t.      |
| 3 | Victorino Otero | m. t.      |

|   | Ciclista        | Tiempo      |
| - | --------------- | ----------- |
| 1 | Miguel Mucio    | 13h 42' 00" |
| 2 | Teodoro Monteys | + 4' 43"    |
| 3 | Victorino Otero | + 7' 50"    |

### 3ª etapa
31-05-1924: Vich - Reus. 188 km
|   | Ciclista        | Tiempo     |
| - | --------------- | ---------- |
| 1 | Miguel Mucio    | 7h 21' 00" |
| 2 | Teodoro Monteys | + 5' 30"   |
| 3 | Victorino Otero | + 7' 20"   |

|   | Ciclista        | Tiempo      |
| - | --------------- | ----------- |
| 1 | Miguel Mucio    | 21h 03' 00" |
| 2 | Teodoro Monteys | + 10' 13"   |
| 3 | Victorino Otero | + 15' 10"   |

### 4ª etapa[2]
1-06-1924: Reus - Barcelona. 110 km
|   | Ciclista        | Tiempo    |
| - | --------------- | --------- |
| 1 | Jaime Janer     | 3h 58' 30 |
| 2 | Telmo García    | m. t.     |
| 3 | Victorino Otero | m. t.     |

|   | Ciclista        | Tiempo     |
| - | --------------- | ---------- |
| 1 | Miguel Mucio    | 25h 01' 00 |
| 2 | Teodoro Monteys | + 10' 13   |
| 3 | Victorino Otero | + 15' 10   |

## Clasificación General
|    | Ciclista        | Tiempo       |
| -- | --------------- | ------------ |
|    | Miguel Mucio    | 25h 01' 00"  |
| 2  | Teodoro Monteys | + 10' 13"    |
| 3  | Victorino Otero | + 15' 10"    |
| 4  | Juan Juan       | + 34' 40"    |
| 5  | Jaime Janer     | + 38' 40"    |
| 6  | Antonio Torrell | + 58' 49"    |
| 7  | Pedro Sant      | + 1h 06' 13" |
| 8  | Manuel Alegre   | + 1h 08' 02" |
| 9  | José María Sans | + 1h 34' 36" |
| 10 | Miguel García   | + 1h 35' 14" |